# Kameanka, Jîtomîr
Kameanka (în ucraineană Кам`янка) este localitatea de reședință a comunei Kameanka din raionul Jîtomîr, regiunea Jîtomîr, Ucraina.

## Demografie
Componența lingvistică a localității Kameanka
     Ucraineană (96,68%)
     Rusă (3,32%)
Conform recensământului din 2001, majoritatea populației localității Kameanka era vorbitoare de ucraineană (96,68%), existând în minoritate și vorbitori de rusă (3,32%).